# Carinhall
Carinhall was van 1935 tot 1945 de residentie van nazikopstuk Hermann Göring. Het gebouwencomplex in Zweedse stijl bevond zich op de Schorfheide  ca. 8 km ten oosten van Groß Dölln, gemeente Templin, in het noorden van de deelstaat Brandenburg. Het stond dichtbij het noordoostelijke gedeelte van  een meer met de naam Großdöllner See. Van de gebouwen resten alleen nog enkele wachthuisjes.

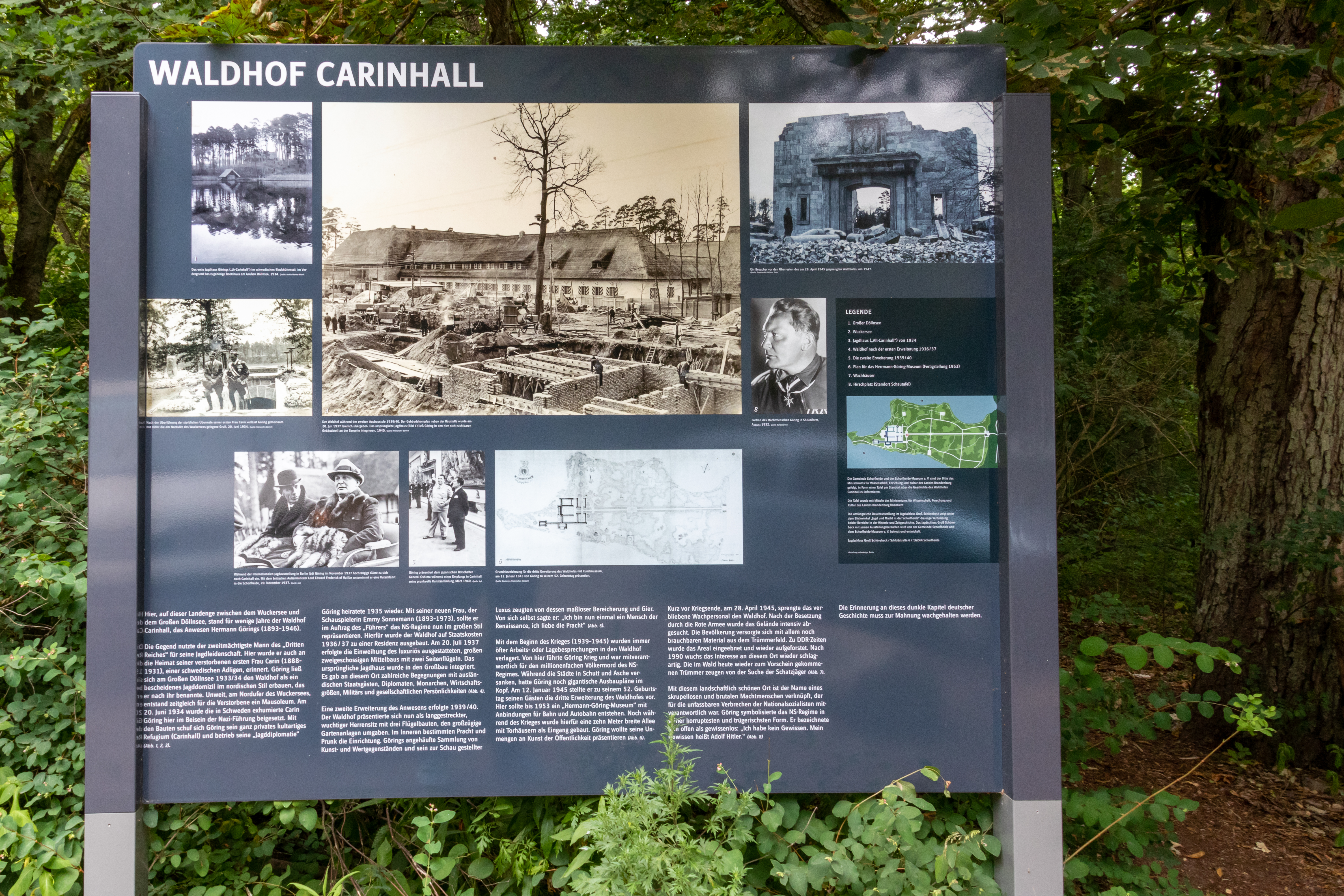
Informatiepaneel „Waldhof Carinhall“

## Geschiedenis
Göring was Reichsjägermeister en waande zich heer van de Schorfheide. In 1933 liet hij, direct na de machtsovername door de nazi's in Schorfheide aan de oever van de Döllnsee een jachtslot bouwen in de stijl van een Zweeds landhuis. De naam is een eerbetoon aan de in 1931 gestorven Zweedse Carin von Kantzow, geboren Fock, met wie Göring sinds 1923 getrouwd was. Werner March, die ook de ontwerper was van het Olympiastadion Berlin startte in juni 1933 met de bouw van Carinhall. Later nam Friedrich Hetzelt en Hermann Tuch de taak van hem over. Het uitgebreide complex omvatte een bowlingzaal, een bioscoop, een zwembad en een grote modelspoorbaan, Görings hobby. Carinhall werd Görings officiële residentie, de onderhoudskosten vielen ten laste van het Duitse Rijk. 
Op 20 april 1945 verliet Göring Carinhall voorgoed. Een kleine eenheid van de Luftwaffe bleef achter. Toen op 28 april 1945 het Rode Leger op enkele kilometers afstand was, vernietigden Duitse militairen Carinhall met behulp van tachtig vliegtuigbommen. Wat overbleef werd na de oorlog door het Oost-Duitse leger gesloopt.

## Mausoleum
Op het terrein bevond er zich het mausoleum van Carin Göring, waar haar stoffelijke resten in 1934 werden herbegraven. Bij een bezoek aan Carins graf te Zweden stak Göring een redevoering af en liet hij een kroon van rode rozen achter. Zweden verwijderden de kroon en lieten een protestnota achter tegen de politisering van een Zweedse vrouw voor propagandadoeleinden. Göring liet dit voorval in de gelijkgeschakelde pers voorstellen als grafschennis. Hij liet de stoffelijke resten van Carin Göring van Zweden naar Carinhall overbrengen en herbegraven. Op 10 april 1935 ging te Carinhall het bruiloftsfeest door van Göring met zijn tweede vrouw Emmy Sonnemann.
In 1945 schonden Russische soldaten het graf van Carin Göring. Een Zweedse monnik verzamelde haar stoffelijke resten, liet ze cremeren en bracht ze terug naar Zweden in haar oorspronkelijk graf. Na grondonderzoek ontdekte men in 1991 nog enkele resten van Carin Göring. Deze werden naar Zweden overgebracht. In 1999 bracht het boek Görings Reich: Selbstinszenierungen in Carinhall veel bezoekers naar Carinhall en de regering van Brandenburg liet de overblijfselen van het graf van Carin Göring afbreken. Men wilde voorkomen dat Carins tombe een heiligdom werd voor neonazi's.

## Jacht
Göring ontving in zijn nieuwe residentie buitenlandse gasten, waarmee hij op de heide ging jagen.
In Carinhall stond het bronzen standbeeld Kronenhirsch door Darsow gemaakt voor de internationale jachttentoonstelling van 1937 te Berlijn dat het hert voorstelt dat Göring op 9 februari 1936 op de Rominter Heide schoot. Na de tentoonstelling werd het in de Carinhallhof geplaatst. In 1950 verhuisde het naar het park van het slot Sanssouci in Potsdam. Het standbeeld verhuisde in 1969 naar het Tierpark Berlin-Friedrichsfelde. Een kopie staat sinds 1939 in het park van Jagdschloss Grillenburg in het Tharandter Wald.

## Roofkunst
In Carinhall was de private voor het grootste deel geroofde kunstverzameling van Göring ondergebracht. De omvangrijke kunstverzameling bestond uit 1375 schilderijen, 250 beeldhouwwerken en 168 wandtapijten.
In 1943 liet Göring een deel van zijn kunstverzameling naar Bergungsort Salzbergwerk Altaussee bij Altaussee in de Politische Expositur Bad Aussee te Steiermark opslaan. Die kunstwerken brachten de geallieerden vanaf 1945 in vrachtwagens naar het Central Collecting Point te München in de voormalige Führerbau en in het Haus der Kulturinstitute.
Het andere deel van zijn privéverzameling bleef te Carinhall tot Göring ze in januari 1945 met speciale treinen naar bunkers in tunnels te Berchtesgaden liet voeren. Een deel werd geplunderd uit de treinen.

## Externe link

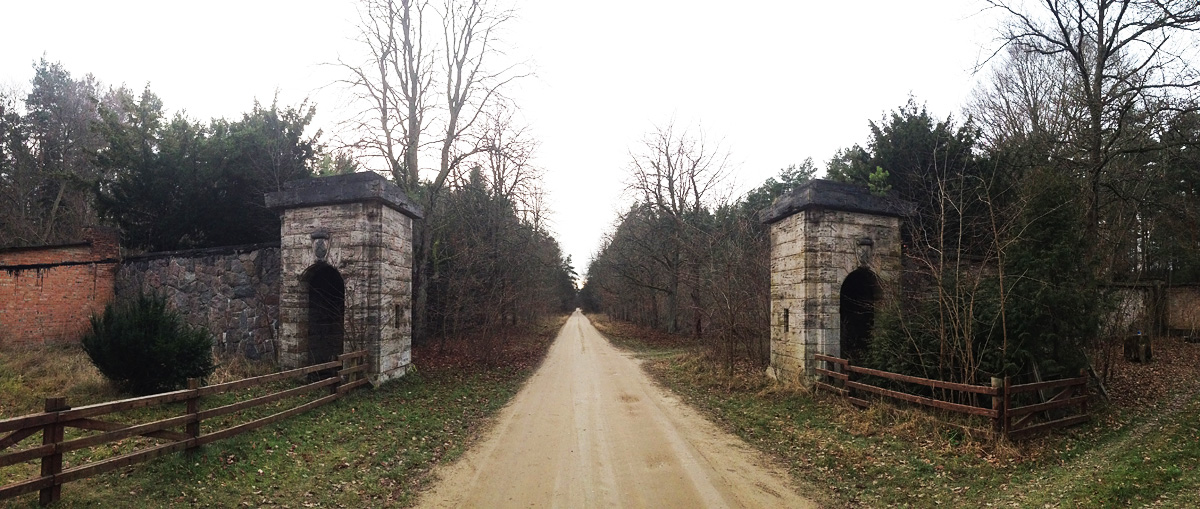
Wachthuisjes van Carinhall in 2013
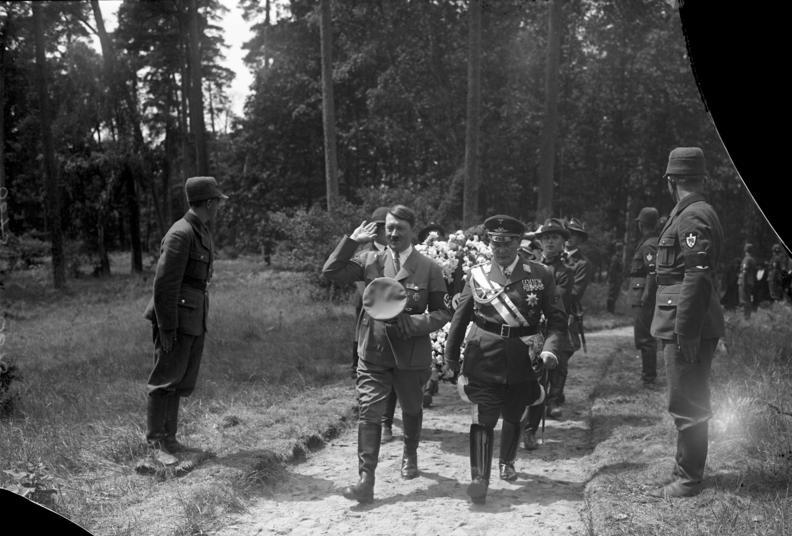
Overbrenging van de stoffelijke resten van Carin Göring van Zweden naar Schorfheide op 19 juni 1934 met vooraan Adolf Hitler naast Hermann Göring.
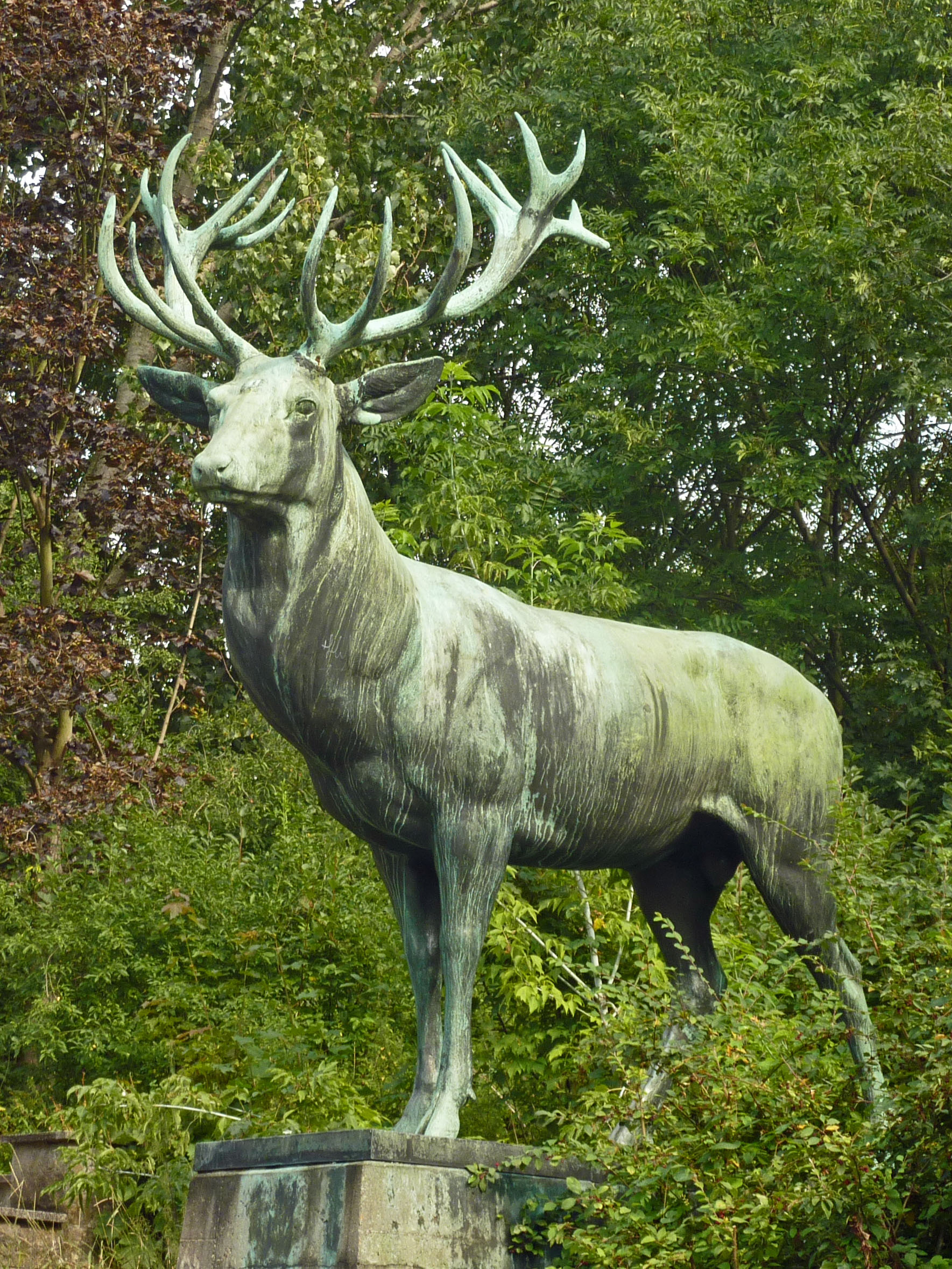
Kronenhirsch, Tierpark Berlin.
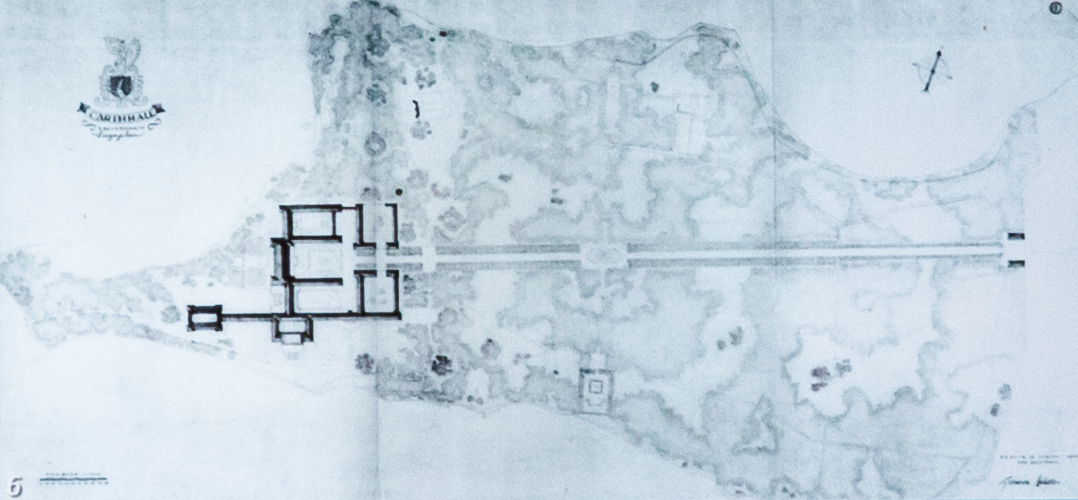
Geplande uitbereiding 1945.
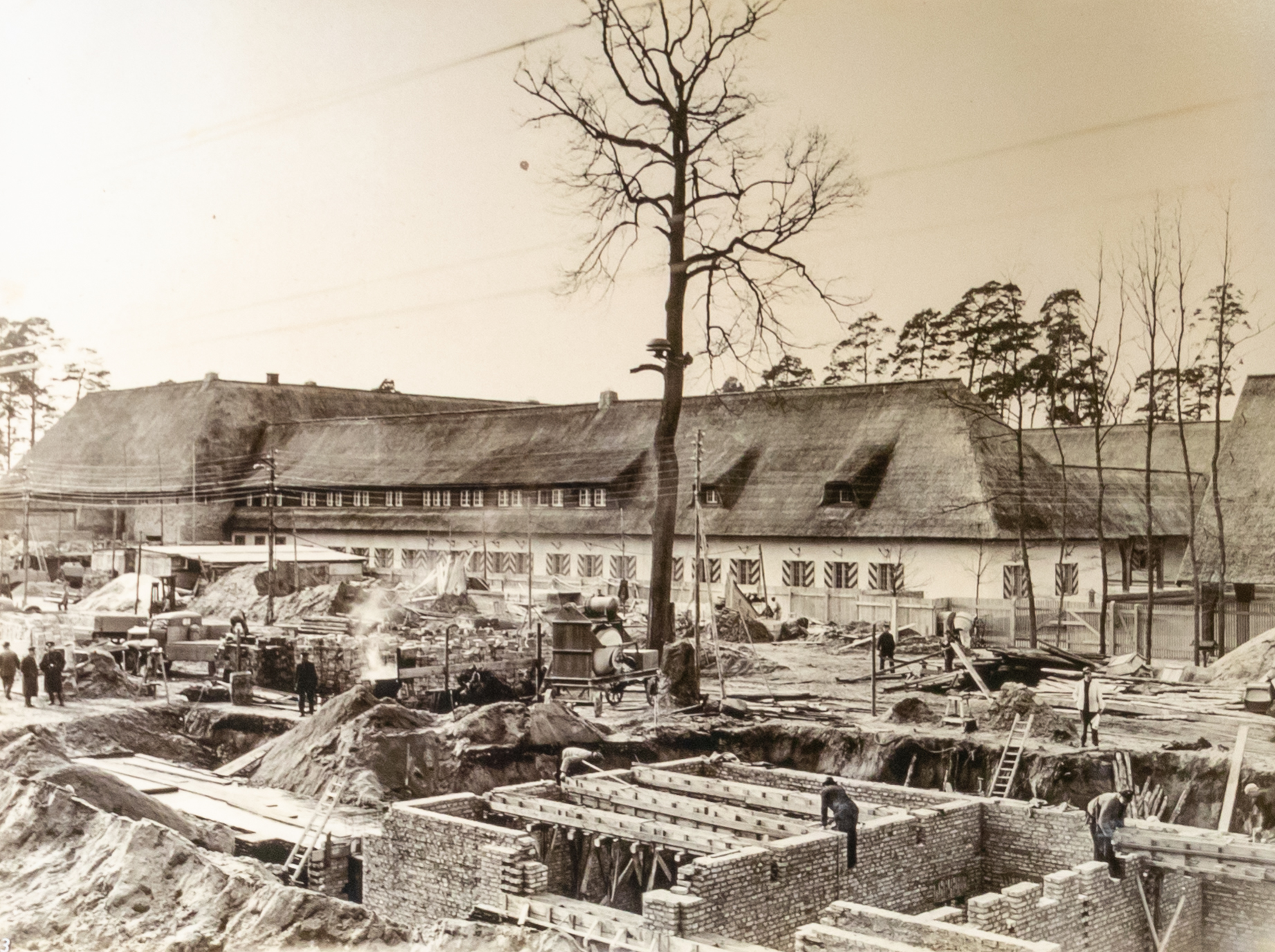
Arbeid in Carinhall (1939/40).
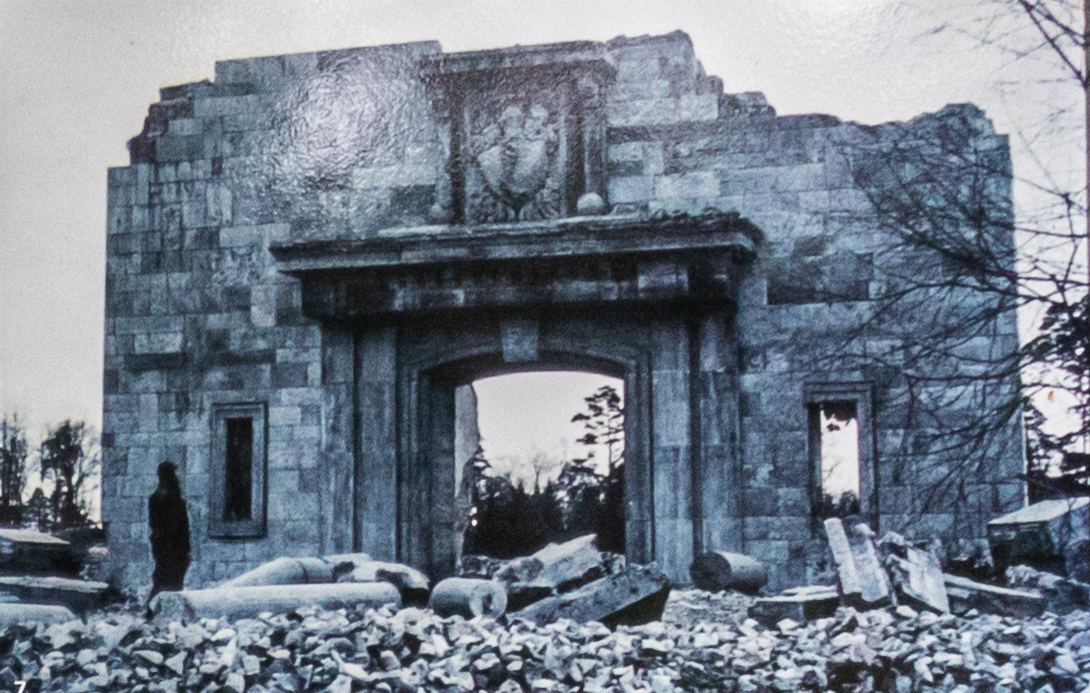
Ruïnes van de entree, 1947.